# Pomatoschistus pictus
Il ghiozzetto pittato (Pomatoschistus pictus) è un pesce di mare appartenente alla famiglia Gobiidae.

## Distribuzione e habitat
Presenta un areale disgiunto: l'areale principale è sito sulle coste europee settentrionali tra la Norvegia e la Spagna settentrionale, mentre due stazioni relitte in mar Adriatico e golfo del Leone sono probabilmente dovute a popolazioni rimaste recluse nelle zone più fredde del Mediterraneo al tempo delle glaciazioni.
Vive in acque marine su fondi di sabbia o ghiaia fine o tra le alghe.

## Descrizione
È molto simile agli altri Pomatoschistus ma ha le pinne dorsali con una o due file di punti neri alternate a bande azzurre ed arancio e diverse macchie chiare a sella sul dorso. Colore generale oliva o bruno, con varie sfumature e decorazioni diverse da individuo ad individuo, è sempre presente una reticolatura scura sul corpo. Molto più colorato di tutti i congeneri, facilmente riconoscibile a prima vista.
Dimensioni massime: 6 cm.

## Alimentazione
Basata su piccoli Crostacei.

## Riproduzione
Avviene in primavera ed estate, con modalità simili a quelle degli altri Pomatoschistus.

## Biologia
Gregario, vive in gruppetti non particolarmente compatti.